# 梅格里尼
梅格里尼（法語：Mesgrigny，法語發音：[megʁiɲi]）是法国奥布省的一个市镇，属于塞纳河畔诺让区。该市镇2009年时的人口为292人。

## 人口
梅格里尼人口变化图示
| 数据来源：INSEE |